# Oui, oui, oui, oui
Chansons représentant la France au Concours Eurovision de la chanson
Dors, mon amour
(1958) Tom Pillibi
(1960)
Oui, oui, oui, oui, est une chanson interprétée par le chanteur français Jean Philippe pour représenter la France au Concours Eurovision de la chanson de 1959 qui se déroulait à Cannes en France.
Elle est intégralement interprétée en français, langue nationale, comme le veut la coutume avant 1966.
La chanson était passée première du concours, avant Birthe Wilke qui représentait le Danemark avec Uh, jeg ville ønske jeg var dig. À l'issue du vote, elle a obtenu 15 points et s'est classée troisième sur onze chansons,.
Elle est numéro un des ventes en France de mai à septembre 1959.

## Classements
| Classement (1959)                       | Meilleure position |
| --------------------------------------- | ------------------ |
| Belgique (Wallonie Ultratop 50 Singles) | 6                  |
| France (IFOP)                           | 1                  |
| Pays-Bas (Single Top 100)               | 13                 |
| Classement (1960)                       | Meilleure position |
| France (IFOP)                           | 22                 |